# Tenet
Tenet, ook geschreven als TENƎꓕ, is een Amerikaans-Britse actiethriller uit 2020 die geschreven en geregisseerd werd door Christopher Nolan. De hoofdrollen worden vertolkt door John David Washington, Robert Pattinson, Elizabeth Debicki en Kenneth Branagh.

## Verhaal
Een CIA-agent, de "Protagonist", neemt deel aan een extractieoperatie in een operahuis in Kiev. Een gemaskerde soldaat, gekenmerkt met een roodgekleurd kettinkje aan zijn tas, redt het leven van de Protagonist door een kogel door een schutter 'omgekeerd af te vuren'. Nadat hij een voor hem onbekend artefact in handen heeft gekregen, wordt de Protagonist gevangen genomen en gemarteld door huurlingen. Hij bijt op een cyanidepil om te ontsnappen aan de marteling. Echter wordt hij wakker op een boot op de Oostzee, waar zijn supervisor van de CIA vertelt dat de cyanidepil een test van loyaliteit was; zijn team is tijdens de missie in Kiev vermoord en het artefact is zoek geraakt.
De Protagonist wordt gerekruteerd door een organisatie genaamd Tenet. Na hersteld te zijn van de missie in Kiev, wordt hij door een vrouwelijke wetenschapper geïnformeerd over kogels met een omgekeerde entropie, wat betekent dat ze achteruit door de tijd gaan (ook wel 'inversie' genoemd). Ze gelooft dat de kogels in de toekomst worden gefabriceerd en dat andere omgekeerde objecten overblijfselen lijken te zijn van een oorlog in de toekomst. De Protagonist ontmoet Neil via een CIA-contact, en samen traceren de twee mannen de omgekeerde kogels naar de wapenhandelaar Priya Singh in Mumbai. Ze ontdekken dat Priya lid is van Tenet en dat haar goederen zijn gekocht en omgekeerd (Engels: inverted) door de Russische oligarch Andrei Sator.
Na een gesprek met sir Michael Crosby probeert de Protagonist Katherine ''Kat'' Barton, de vervreemde vrouw van Sator, te benaderen in Londen. Kat is een kunsttaxateur die een vervalste Goya-tekening ten onrechte heeft geverifieerd. Ze vertelt de Protagonist dat Sator de tekening van de vervalser, Arepo, heeft gekocht en Kats authenticatie gebruikt als chantagemiddel om de macht over haar te houden in hun relatie. De Protagonist en Neil maken een plan om de betreffende tekening te stelen uit een Freeport-opslagfaciliteit op de luchthaven van Oslo. Tijdens de uitvoering van het plan raken ze in gevecht met twee gemaskerde mannen die schijnbaar uit twee kanten van een vreemde draaideur komen. Naderhand legt Priya aan de Protagonist uit dat de draaideur een machine is die de entropie van objecten en mensen kan omkeren (ook wel een 'turnstile' genoemd), en dat de twee gemaskerde mannen dezelfde persoon waren die in tegengestelde richtingen door de tijd reisde (zowel met de normale tijdstroom mee als tegen de normale tijdstroom in).
Aan de Amalfi-kust in Italië stelt Kat de Protagonist voor aan Sator en wordt onthuld dat de tekening nog intact is. Sator is van plan de Protagonist te vermoorden, maar de Protagonist redt Sators leven nadat Kat hem probeert te verdrinken. Sator en de Protagonist sluiten een partnerschap om een koffer te stelen die zogenaamd plutonium-241 bevat. In Tallinn, Estland, lokken de Protagonist en Neil het konvooi met de plutonium-241 in een hinderlaag en ze stelen de koffer. De koffer bevat echter geen plutonium-241, maar het artefact dat verloren was gegaan in Kiev. Kort daarna worden de twee mannen in een hinderlaag gelokt door een omgekeerde Sator die Kat onder schot houdt in een omgekeerde auto. De Protagonist haalt het artefact uit de koffer en geeft Sator een lege koffer die zich daarna terugtrekt na ontvangst van de koffer. De Protagonist weet Kat te redden, maar wordt al snel gevangen genomen en naar een grote loods gebracht waar een nog grotere draaideur staat.
In de grote loods wordt de Protagonist ondervraagd door een omgekeerde Sator die wil weten in welk voertuig het artefact zich bevindt. Tijdens de ondervraging schiet de omgekeerde Sator een omgekeerde kogel door Kats buik. De Protagonist liegt over in welk voertuig het artefact zich bevindt, hij heeft het stiekem in een andere auto gegooid. Net op het moment dat de niet-omgekeerde Sator een kogel door het hoofd van de Protagonist dreigt te schieten, stormt een groep van Tenet-agenten, onder leiding van Ives, de loods binnen en zij redden de Protagonist, maar Sator weet te ontsnappen via de draaideur. De Protagonist, Neil en een paar Tenet-agenten nemen de gewonde Kat mee door de draaideur om haar kogelwond om te keren zodat ze kan genezen en niet zal sterven. De nu omgekeerde Protagonist reist terug naar Sators hinderlaag op de snelweg, waar hij probeert het artefact opnieuw in handen te krijgen door in de auto te rijden waar hij het artefact in had gegooid. Sator ziet echter dat het artefact in de auto wordt gegooid. De auto van de Protagonist wordt omvergeworpen en in brand gestoken door Sator, maar Neil redt hem en onthult dat hij lid is van Tenet.
De Protagonist, Neil en Kat reizen verder terug in de tijd, om precies te zijn naar het moment waar de Protagonist en Neil hun plan om de tekening te stelen, uitvoerden. In de Freeport in Oslo staat immers een draaideur die zij kunnen gebruiken om hun omkering ongedaan te maken. De Protagonist raakt hierbij in gevecht met zijn vroegere zelf, betreedt de draaideur en keert terug, Neil en Kat volgen kort daarna. Later legt Priya uit dat Sator de artefacten verzamelt om het zogenoemde "Algoritme" (Engels: the Algorithm) samen te stellen dat de entropie van de aarde catastrofaal kan omkeren.
Kat onthult dat Sator lijdt aan terminale alvleesklierkanker. De Protagonist, Neil en Kat komen tot de conclusie dat Sator een dodemansknop zal gebruiken om de locatie van het algoritme naar de toekomst te sturen. Bovendien denkt Kat dat Sator terug in de tijd zal reizen om tijdens hun vakantie in Vietnam zelfmoord te plegen, zodat de wereld met hem zal sterven op het laatste moment dat hij voor het laatst gelukkig was. De Protagonist, Neil, Kat en de troepen van Tenet reizen terug in de tijd naar de beslissende dag, waar Kat zichzelf vermomt als haar vroegere zelf om Sator in leven te houden voor het geval Tenet het Algoritme niet veilig weet te stellen. Tenet volgt het Algoritme naar de geboorteplaats van Sator in Noord-Siberië, waar het zwaar wordt bewaakt. De troepen van Tenet lanceren een "temporele tangbeweging" (Engels: temporal pincer movement), waarbij niet-omgekeerde rode teamtroepen en omgekeerde blauwe teamtroepen een gelijktijdige aanval uitvoeren. De Protagonist en Ives weten het Algoritme veilig te stellen, maar worden daarbij geholpen door een Tenet-soldaat van team blauw, die zijn leven opoffert door een kogel op te vangen. Deze Tenet-soldaat heeft ook dat roodgekleurde kettinkje aan zijn tas hangen. Ondertussen in Vietnam heeft Kat Sator om het leven gebracht, in de hoop dat het Tenet-team het algoritme te pakken zouden krijgen. De missie is geslaagd en de wereld is gered.
De Protagonist, Neil en Ives delen het Algoritme op en gaan uit elkaar. De Protagonist merkt op dat Neil het roodgekleurde kettinkje op zijn tas draagt. Neil onthult daarna dat hij in de toekomst is gerekruteerd door de Protagonist en dat deze missie, vanuit zijn perspectief, het einde is van een lange vriendschap. Priya probeert Kat te laten vermoorden, maar wordt zelf vermoord door de Protagonist, die beseft dat hij het brein achter Tenet is.

## Wetenschappelijke nauwkeurigheid
De plot van de film draait om het omkeren van de entropie van dingen en mensen, wat resulteert in omkeerbaarheid van de tijd. Tenet verwijst naar natuurkundige concepten, waaronder de tweede wet van de thermodynamica, de demon van Maxwell en Feynman en Wheelers idee van een universum met één elektron, maar Christopher Nolan verklaarde in de persnotities van de film dat hij niet probeerde wetenschappelijk accuraat te zijn.

## Rolverdeling
| Acteur                | Personage              |
| --------------------- | ---------------------- |
| John David Washington | De Protagonist         |
| Robert Pattinson      | Neil                   |
| Elizabeth Debicki     | Katherine "Kat" Barton |
| Kenneth Branagh       | Andrei Sator           |
| Dimple Kapadia        | Priya                  |
| Martin Donovan        | Fay                    |
| Fiona Dourif          | Wheeler                |
| Yuri Kolokolnikov     | Volkov                 |
| Himesh Patel          | Mahir                  |
| Clémence Poésy        | Barbara                |
| Aaron Taylor-Johnson  | Ives                   |
| Michael Caine         | sir Michael Crosby     |
| Andrew Howard         | chauffeur              |
| Wes Chatham           | Sammy                  |
| Anthony Molinari      | Rohan                  |
| Denzil Smith          | Sanjay Singh           |
| Laurie Shepherd       | Max                    |
| Josh Stewart          | Mannelijke stem        |

## Productie
In januari 2019 kondigde Warner Bros. aan dat Christopher Nolan een nieuwe blockbuster zou regisseren voor de studio. Details over de inhoud van de film werden niet gedeeld. In maart 2019 werd de casting van John David Washington, Robert Pattinson en Elizabeth Debicki bekendgemaakt. Pattinson verklaarde dat de productie zo geheim gehouden werd dat hij het script voor de film enkel mocht lezen terwijl hij opgesloten zat in een kamer. De acteur baseerde zijn personage op de Britse filosoof en schrijver Christopher Hitchens. In mei 2019 raakte de casting van Dimple Kapadia, Aaron Taylor-Johnson, Clémence Poésy, Michael Caine en Kenneth Branagh bekend en werd de titel van de film onthuld.
De opnames gingen in mei 2019 van start en vonden plaats in zeven landen (Denemarken, Estland, India, Italië, Noorwegen, de Verenigde Staten en het Verenigd Koninkrijk). In juni en juli werd er in Estland gefilmd aan onder meer de Linnahal. In augustus en september werd er gefilmd in Hampstead (Engeland) en Mumbai (India), op het dak van het Operahuis in Oslo (Noorwegen), aan de Amalfikust in Italië en aan Rødsand Havmøllepark, een windmolenpark gelegen in de Oostzee aan de Deense kust. Nolan omschreef de grootschalige productie als zijn meest ambitieuze filmproject. Zo werd voor een scène waarin een vliegtuig in een hangar crasht een echte Boeing 747 gebruikt in plaats van digitale animatie of een miniatuurvliegtuig.
De opnames werden geleid door cameraman Hoyte van Hoytema, die de film opnam in een combinatie van 70 mm en IMAX. Van Hoytema en Nolan werkten eerder al samen aan Interstellar (2014) en Dunkirk (2017). Voor de filmmuziek werkte Nolan samen met filmcomponist Ludwig Göransson en niet zoals gebruikelijk met Hans Zimmer, die de voorkeur gaf aan de filmproductie Dune (2021).

## Première
Tenet ging op 26 augustus 2020 in première in onder meer het Verenigd Koninkrijk, Australië, Zuid-Korea en verschillende Europese landen, waaronder België en Nederland.
De Amerikaanse première was oorspronkelijk gepland voor 17 juli 2020 maar werd in juni en juli 2020 vanwege de coronapandemie meermaals uitgesteld, tot 3 september 2020.
Op 3 september 2020 bracht het platenlabel WaterTower Music de originele filmmuziek van Ludwig Göransson uit op het album  Tenet: Original Motion Picture Soundtrack.

## Trivia
- De titel van de film is een palindroom. Tenet is ook een onderdeel van het satorvierkant, waarin ook de woorden Sator (een van de hoofdpersonages), Rotas (het bedrijf van Sator), Arepo (een ander personage) en opera (een van de locaties) voorkomen.

## Prijzen en nominaties
| Jaar | Prijs                 | Categorie              | Genomineerde(n)                                                 | Uitslag     |
| ---- | --------------------- | ---------------------- | --------------------------------------------------------------- | ----------- |
| 2021 | Satellite Awards      | Beste dramafilm        | Beste dramafilm                                                 | Genomineerd |
| 2021 | Satellite Awards      | Beste cinematografie   | Hoyte Van Hoytema                                               | Genomineerd |
| 2021 | Satellite Awards      | Beste soundtrack       | Ludwig Göransson                                                | Genomineerd |
| 2021 | Satellite Awards      | Beste visuele effecten | Andrew Jackson                                                  | Genomineerd |
| 2021 | Satellite Awards      | Beste geluidseffecten  | Willie D. Burton, Richard King, Kevin O'Connell & Gary A. Rizzo | Gewonnen    |
| 2021 | Golden Globes         | Beste muziek           | Ludwig Göransson                                                | Genomineerd |
| 2021 | Critics Choice Awards | Beste camerawerk       | Hoyte van Hoytema                                               | Genomineerd |
| 2021 | Critics Choice Awards | Beste muziek           | Ludwig Göransson                                                | Genomineerd |
| 2021 | Critics Choice Awards | Beste montage          | Jennifer Lame                                                   | Genomineerd |
| 2021 | Critics Choice Awards | Beste productieontwerp | Nathan Crowley, Kathy Lucas                                     | Genomineerd |
| 2021 | Critics Choice Awards | Beste visuele effecten | Beste visuele effecten                                          | Gewonnen    |
| 2021 | BAFTA Awards          | Beste visuele effecten | Scott R. Fisher, Andrew Jackson & Andrew Lockley                | Gewonnen    |
| 2021 | Academy Awards        | Beste productieontwerp | Nathan Crowley & Kathy Lucas                                    | Genomineerd |
| 2021 | Academy Awards        | Beste visuele effecten | Andrew Jackson, David Lee, Andrew Lockley & Scott R. Fisher     | Gewonnen    |